# L'Orpheline avec en plus un bras en moins
 (octobre 2024).
 (mars 2020).
Pour plus de détails, voir Fiche technique et Distribution.
L'Orpheline avec en plus un bras en moins, est un film français réalisé par Jacques Richard, sorti le 11 janvier 2012.

## Synopsis
Éléonore est une très belle jeune fille de vingt ans, meurtrie par la perte de ses parents à l'âge de trois ans dans un accident, au cours duquel elle a également perdu un bras. Élevée dans un orphelinat religieux en Bourgogne, elle rencontre un notable de la région, le juge Georges London. Celui-ci, malgré la grande différence d'âge, est sous le charme d'Éléonore parce que « le cœur a ses raisons que la raison ne connaît point ».
Le magistrat va tout faire pour assurer son bonheur. Il décide de l'adopter et l'installe dans son château. Cependant Éléonore est amoureuse de Robinson, prestidigitateur dans le cabaret Le Fétichiste. Cet établissement est dirigé par un personnage ambigu, Renaud Duraquet, qui se livre à des activités frauduleuses.
Le juge Georges London est confronté à une série de crimes perpétrés sur des femmes et ses soupçons se portent sur Robinson. Ce dernier ayant purgé plusieurs mois de prison à cause d'un méfait, il apparaît comme le coupable idéal pour le juge, en plus d'un rival. L'enquête est confiée à l'inspecteur Lamentin. 
Georges London a aussi sa part d'ombre. Collectionneur de pièces à convictions, son comportement est pour le moins étrange. Il observe Éléonore derrière un miroir sans tain, lorsqu'elle fait sa toilette. Son bienfaiteur est-il une menace pour Éléonore ?

## Fiche technique
- Titre : L'Orpheline avec en plus un bras en moins
- Réalisation : Jacques Richard
- Scénario : Jacques Richard, d’après un scénario original de Roland Topor et Jacques Richard
- Musique : Béatrice Thiriet, Thierry Boulanger
- Décors : Fabrice Ilia Leroy, Mathieu Benatier
- Costumes : Fabrice Ilia Leroy
- Photographie : David Cailley, Florent Astolfi
- Photographe de plateau : Ivan Mathie
- Son : Francis Bonfanti, Milène Chave
- Mixage : Mathieu Dallaporta
- Bruitage : Jonathan Liebling
- Montage : Camille Moreau, Olivier Laurent
- Production : Jacques Richard, Clara Basteh
- Société  de production : Les Films Élémentaires
- Sociétés de distribution : Aramis Films et Albany Films
- Budget : 900 000 euros
- Début du tournage : 27 juillet 2009
- Fin du tournage : 7 octobre 2009
- Durée : dix semaines.
- Année de production : 2010
- Pays d’origine :  France
- Langue originale : Français
- Format : version originale noir et blanc et version couleur[pas clair]
- Genre: thriller psychologique
- Durée : 97 minutes
- Date de sortie :
  - France : 11 janvier 2012

## Distribution
- Noémie Merlant : Éléonore
- Jean-Claude Dreyfus[3]: Renaud Duraquet
- Dominique Pinon : L'inspecteur Lamentin
- Melvil Poupaud : Robinson
- Pasquale d'Inca : Le juge Georges London
- Caroline Loeb : Maggy
- Fabrice Carlier : Omar
- Mariame N’Diaye : Dédée
- Kentaro : Yujiro
- Marie France Garcia : Assistante Yujiro
- Marie Marczac : Sœur Marthe
- Fabrice Ilia Leroy : Le curé
- Giulia Richard : Cécile
- Nil Dudoignon-Valade : Le juge, enfant
- Nicolas Topor : Le chef cuisinier
- Lydie Lacroix : La danseuse polonaise
- Alias Hilsum
- Gregory Lackovic
- Philippe Warner
- Florence Rey : une religieuse (non créditée)[4].
- Jacques Richard : Le surveillant du magasin (non crédité).

## Autour du film

### Historique
Jacques Richard  a écrit en 1996 un scénario avec Roland Topor, « La jeune personne », et qui se réalise enfin en 2009, sous le titre : « L'Orpheline avec en plus un bras en moins ». Le film a pour références : « La Monstrueuse Parade (Freaks) » et « L'Inconnu » de Tod Browning, ainsi que « Le Locataire » de Roman Polanski. Le tournage commence le 27 juillet 2009 et se termine le 7 octobre 2009. 
Réalisé en Bourgogne, le long-métrage est en noir et blanc dans sa version originale, celle du réalisateur. Une seconde version en couleur, va également sortir en parallèle dans les salles de cinéma, le 11 janvier 2012. Du fait de son sujet, le film « L'Orpheline avec en plus un bras en moins » connaît des difficultés de financement, mais bénéficie heureusement d'une subvention du conseil régional de Bourgogne de 150 000 € .
Le magicien Anael est le conseiller de l’acteur Melvil Poupaud. Celui-ci interprète Robinson, le jeune prestidigitateur au cabaret « Le Fétichiste ». Anael est également le créateur des effets de magie pour le film. La distribution est modifiée, comme Alain Depardieu, le frère de Gérard Depardieu, qui devait jouer le rôle du juge Georges London. Pasquale D'Inca reprend l'interprétation du magistrat. D'autres artistes ne sont plus au générique : Juliette Dragon, Dany Veríssimo et Firmine Richard.
« L’Orpheline avec en plus un bras en moins », est projeté en avant-première technique au cinéma Apollo à Pontault-Combault le 26 juin 2010. Il est présent au 34e Festival des Films du Monde  à Montréal (cinéma Quartier Latin) du 3 au 5 septembre 2010 et en avant-première régionale pendant Les rencontres cinématographiques de Dijon (cinéma Le Devosge), le jeudi 21 octobre 2010. Projection du film, le jeudi 17 mars 2011 au cinéma Le Grand Action à Paris, en présence du réalisateur et de toute l'équipe du film. Le long métrage est en avant-première régionale, le vendredi 17 juin 2011 au Festival Agde Film, et le mardi 5 juillet 2011 au cinéma Les Tourelles de Vouziers, en partenariat avec le Pôle Cinéma de l’O.r.c.c.a. et l'A.r.p.. Présentation également, au Bloody Week end, festival du film fantastique à Audincourt en Franche-Comté, du 8 au 10 juillet 2011. Le réalisateur Jacques Richard et l'acteur Dominique Pinon, sont membres du jury. Enfin, « L'Orpheline avec en plus un bras en moins », est au Festival international du cinéma  à Oldenburg en Allemagne, le 15 et 17 septembre 2011.
Noémie Merlant est pré-nommée le 19 novembre 2012 par l'Académie des Césars, dans la catégorie du meilleur espoir féminin aux Césars 2013, pour son interprétation dans le film de Jacques Richard, « L’Orpheline avec en plus un bras en moins ».

### Rôle de Florence Rey
Florence Rey rejoint à la fin du mois d'août 2009 l'équipe de tournage du film L'Orpheline avec en plus un bras en moins, réalisé par son compagnon Jacques Richard. 
Elle est régisseuse-stagiaire et figurante dans le rôle d'une religieuse,. 
Elle est citée au générique.

### Lieux de tournage
Le film a été tourné au couvent de la Visitation à Mâcon, au Palais de justice et en centre-ville de Chalon-sur-Saône, dans la ville de Couches, au cimetière et les alentours de Beaune, à l’Abbaye de La Ferté à Saint-Ambreuil, au Château de Digoine, et le château de Chassagne-Montrachet.

### Vidéographie
- Bande-annonce du film L’Orpheline avec en plus un bras en moins, en version noir et blanc
- Bande-annonce du film L’Orpheline avec en plus un bras en moins, en version couleur
- Présentation du film avec Jean-Claude Dreyfus, Noémie Merlant, Pasquale D’Inca, Melvil Poupaud, Caroline Loeb...
- Présentation du film avec Jacques Richard et Pasquale D’Inca